# Айда (Луїзіана)
Айда (англ. Ida) — селище (англ. village) в США, в окрузі Каддо штату Луїзіана. Населення — 217 осіб (2020).

## Географія
Айда розташована за координатами 32°59′58″ пн. ш. 93°53′40″ зх. д. / 32.99944° пн. ш. 93.89444° зх. д. (32.999553, -93.894580).  За даними Бюро перепису населення США в 2010 році селище мало площу 3,62 км², уся площа — суходіл.

## Демографія
Згідно з переписом 2010 року, у селищі мешкала 221 особа в 113 домогосподарствах у складі 65 родин. Густота населення становила 61 особа/км².  Було 133 помешкання (37/км²).
Расовий склад населення:
| - 96,4 % — білих - 0,9 % — чорних або афроамериканців |

До двох чи більше рас належало 2,3 %. Частка іспаномовних становила 0,5 % від усіх жителів.
За віковим діапазоном населення розподілялося таким чином: 14,9 % — особи молодші 18 років, 54,3 % — особи у віці 18—64 років, 30,8 % — особи у віці 65 років та старші. Медіана віку мешканця становила 51,8 року. На 100 осіб жіночої статі у селищі припадало 92,2 чоловіків;  на 100 жінок у віці від 18 років та старших — 89,9 чоловіків також старших 18 років.
Середній дохід на одне домашнє господарство  становив 52 738 доларів США (медіана — 36 750), а середній дохід на одну сім'ю — 71 616 доларів (медіана — 47 500). Медіана доходів становила 43 750 доларів для чоловіків та 48 750 доларів для жінок. За межею бідності перебувало 9,4 % осіб, у тому числі 0,0 % дітей у віці до 18 років та 8,6 % осіб у віці 65 років та старших.
Цивільне працевлаштоване населення становило 70 осіб. Основні галузі зайнятості: виробництво — 28,6 %, публічна адміністрація — 15,7 %, будівництво — 12,9 %, сільське господарство, лісництво, риболовля — 11,4 %.